# 27088 Valmez
27088 Valmez este un asteroid din centura principală de asteroizi.

## Descriere
27088 Valmez este un asteroid din centura principală de asteroizi. A fost descoperit pe 22 octombrie 1998 la Observatorul din Ondřejov de Petr Pravec. Asteroidul prezintă o orbită caracterizată de o semiaxă mare de 2,48 ua, o excentricitate de 0,10 și o înclinație de 6,8° în raport cu ecliptica.